# L'amic de Wigner
L'amic de Wigner és un experiment mental en física quàntica teòrica, publicat per primera vegada pel físic hongarès-americà Eugene Wigner el 1961, i desenvolupat per David Deutsch el 1985. L'escenari implica una observació indirecta d'una mesura quàntica: un observador {\displaystyle W} observa un altre observador {\displaystyle F} que realitza una mesura quàntica en un sistema físic. Els dos observadors formulen llavors una afirmació sobre l'estat del sistema físic després de la mesura d'acord amb les lleis de la teoria quàntica. En la interpretació de Copenhaguen, les afirmacions resultants dels dos observadors es contradiuen. Això reflecteix una aparent incompatibilitat de dues lleis en la interpretació de Copenhaguen: l'evolució temporal determinista i contínua de l'estat d'un sistema tancat i el col·lapse no determinista i discontinu de l'estat d'un sistema després de la mesura. Per tant, l'amic de Wigner està directament vinculat al problema de la mesura en mecànica quàntica amb la seva famosa paradoxa del gat de Schrödinger
S'han proposat generalitzacions i extensions de Wigner's Friend. Dos escenaris similars que impliquen diversos amics s'han implementat en un laboratori, utilitzant fotons per substituir els amics.

## Paradoxa original
Wigner va introduir l'experiment mental en un article del 1961 titulat "Observacions sobre la qüestió ment-cos".  Comença assenyalant que la majoria dels físics del passat recent havien estat materialistes convençuts que insistien que la "ment" o l'"ànima" són il·lusòries i que la natura és fonamentalment determinista Ell argumenta que la física quàntica ha canviat aquesta situació:
Tot el que la mecànica quàntica pretén proporcionar són connexions de probabilitat entre impressions posteriors (també anomenades "apercepcions") de la consciència, i tot i que la línia divisòria entre l'observador, la consciència del qual està sent afectada, i l'objecte físic observat es pot desplaçar cap a l'un o l'altre en un grau considerable, no es pot eliminar.

### Naturalesa de la funció d'ona
Entrant en més detalls, Wigner diu:
Donat qualsevol objecte, tot el coneixement possible sobre aquest objecte es pot donar com la seva funció d'ona. Aquest és un concepte matemàtic la naturalesa exacta del qual no ens ha d'interessar aquí: està compost d'una infinitat (numerable) de nombres. Si hom coneix aquests nombres, pot preveure el comportament de l'objecte en la mesura que es pugui preveure. Més precisament, la funció d'ona permet predir amb quines probabilitats l'objecte ens farà una o altra impressió si el deixem interactuar amb nosaltres, ja sigui directament o indirectament. […] De fet, la funció d'ona només és un llenguatge adequat per descriure el conjunt de coneixements —obtinguts mitjançant observacions— que són rellevants per predir el comportament futur del sistema. Per aquest motiu, les interaccions que poden crear una o altra sensació en nosaltres també s'anomenen observacions o mesures. Un s'adona que tota la informació que proporcionen les lleis de la física consisteix en connexions de probabilitat entre impressions posteriors que un sistema fa sobre un si s'hi interactua repetidament, és a dir, si s'hi fan mesures repetides. La funció d'ona és un resum convenient d'aquella part de les impressions passades que continua sent rellevant per a les probabilitats de rebre les diferents impressions possibles en interactuar amb el sistema en moments posteriors.
La funció d'ona d'un objecte "existeix" (cometes de Wigner) perquè els observadors la poden compartir:
La informació que proporciona la funció d'ona és comunicable. Si algú altre determina d'alguna manera la funció d'ona d'un sistema, me la pot explicar i, segons la teoria, les probabilitats de les possibles impressions (o "sensacions") diferents seran igualment grans, independentment de si ell o jo interactuem amb el sistema d'una manera determinada.
Observar un sistema fa que les seves funcions d'ona canviïn indeterminadament, perquè "l'entrada d'una impressió a la nostra consciència" implica una revisió de "les probabilitats de diferents impressions que esperem rebre en el futur".

### L'observador va observar
Wigner presenta dos arguments per a la tesi que la ment influeix en el cos, és a dir, que un cos humà pot "desviar-se de les lleis de la física" tal com es dedueix de l'experimentació amb objectes inanimats. L'argument que personalment troba menys persuasiu és el que s'ha conegut com "l'amic de Wigner". En aquest experiment mental, Wigner postula que el seu amic és en un laboratori i Wigner deixa que l'amic realitzi una mesura quàntica en un sistema físic (que podria ser un sistema d'espín). Se suposa que aquest sistema es troba en una superposició de dos estats diferents, per exemple, l'estat 0 i estat 1 (o {\displaystyle |0\rangle } i {\displaystyle |1\rangle } en notació de Dirac). Quan l'amic de Wigner mesura el sistema en la base {0,1}-, segons la mecànica quàntica, obtindrà un dels dos resultats possibles (0 o 1) i el sistema col·lapsarà a l'estat corresponent.
Ara el mateix Wigner modela l'escenari des de fora del laboratori, sabent que a dins, el seu amic en algun moment realitzarà la mesura 0/1 del sistema físic. Segons la linealitat de les equacions mecàniques quàntiques, Wigner assignarà un estat de superposició a tot el laboratori (és a dir, al sistema conjunt del sistema físic juntament amb el friend): L'estat de superposició del laboratori és aleshores una combinació lineal de "el sistema està en estat 0 — el friend ha mesurat 0" i "el sistema està en estat 1 — el friend ha mesurat 1".
Deixeu que Wigner demani ara al seu amic el resultat de la mesura. Sigui quina sigui la resposta que doni l'amic (0 o 1), Wigner assignaria l'estat "el sistema està en estat 0 — l'amic ha mesurat 0" o "el sistema està en estat 1 — l'amic ha mesurat 1" al laboratori. Per tant, és només en el moment en què s'assabenta del resultat del seu amic que l'estat de superposició del laboratori s'esfondra.
Tanmateix, tret que Wigner sigui considerat en una "posició privilegiada com a observador final", el punt de vista de l'amic s'ha de considerar igualment vàlid, i aquí és on entra en joc una aparent paradoxa : des del punt de vista de l'amic, el resultat de la mesura es va determinar molt abans que Wigner ho preguntés, i l'estat del sistema físic ja s'havia col·lapsat. Quan exactament es va produir el col·lapse? Va ser quan l'amic va acabar la seva mesura, o quan la informació del seu resultat va entrar a la consciència de Wigner? Com diu Wigner, podria preguntar al seu amic: "Què senties sobre el [resultat de la mesura] abans que t'ho preguntés?" La pregunta de quin resultat ha vist l'amic segurament "ja està decidida a la seva ment", escriu Wigner, cosa que implica que l'estat conjunt amic-sistema ja ha de ser una de les opcions col·lapsades, no una superposició d'elles. Wigner conclou que l'evolució lineal en el temps dels estats quàntics segons l'equació de Schrödinger no es pot aplicar quan l'entitat física implicada és un ésser conscient.
Wigner presenta el seu segon argument, que troba més persuasiu, de manera molt més breu:
El segon argument per recolzar l'existència d'una influència de la consciència sobre el món físic es basa en l'observació que no coneixem cap fenomen en què un subjecte sigui influenciat per un altre sense exercir-hi una influència. Això sembla convincent a aquest escriptor.

### Com una reducció a l'absurd
Segons el físic Leslie Ballentine, el 1987 Wigner havia decidit que la consciència no causa un col·lapse físic de la funció d'ona, tot i que encara creia que la seva cadena d'inferències que portaven a aquesta conclusió era correcta. Com relata Ballentine, Wigner considerava el seu argument de 1961 com una reductio ad absurdum, cosa que indica que els postulats de la mecànica quàntica necessiten ser revisats d'alguna manera.

## Respostes en diferents interpretacions de la mecànica quàntica

### Interpretacions de molts mons
Les diverses versions de la interpretació dels molts mons eviten la necessitat de postular que la consciència causa el col·lapse; de fet, aquest col·lapse es produeix.
La tesi doctoral de Hugh Everett III, " Formulació de la mecànica quàntica en  estat relatiu'" serveix com a base per a les moltes versions actuals d'interpretacions de molts mons. A la part introductòria de la seva obra, Everett parla del "drama divertit, però extremadament hipotètic " de la paradoxa de l'amic de Wigner. Cal tenir en compte que hi ha evidència d'un dibuix de l'escenari en un primer esborrany de la tesi d'Everett. Per tant, va ser Everett qui va proporcionar la primera discussió escrita del problema quatre o cinc anys abans que fos discutit a "Remarks on the mind-body question" per Wigner, de qui va rebre el nom i la fama a partir de llavors. Tanmateix, com que Everett és estudiant de Wigner, és clar que devien haver-ho discutit junts en algun moment.

### Teories del col·lapse objectiu
Segons les teories del col·lapse objectiu, el col·lapse de la funció d'ona es produeix quan un sistema superposat arriba a un cert llindar objectiu de mida o complexitat. Els defensors del col·lapse objectiu esperarien que un sistema tan macroscòpic com un gat s'hagués col·lapsat abans que s'obri la caixa, de manera que la qüestió de l'observació dels observadors no es planteja per a ells. Si el sistema mesurat fos molt més simple (com ara un estat d'espín únic), un cop feta l'observació, s'esperaria que el sistema col·lapsés, ja que el sistema més gran del científic, l'equip i la sala es consideraria massa complex per entrellaçar-se en la superposició.

### Mecànica quàntica relacional
La mecànica quàntica relacional (RQM) va ser desenvolupada el 1996 per Carlo Rovelli i és una de les interpretacions més recents de la mecànica quàntica En RQM, qualsevol sistema físic pot fer el paper d'un sistema d'observació, al qual qualsevol altre sistema pot mostrar "fets" sobre variables físiques. Aquesta relativitat inherent dels fets en RQM proporciona una "solució" senzilla a la situació aparentment paradoxal de l'escenari de l'amic de Wigner: l'estat que l'amic assigna a l'espín és un estat relatiu a ell mateix com a amic, mentre que l'estat que Wigner assigna al sistema combinat d'amic i espín és un estat relatiu a ell mateix com a Wigner. Segons la construcció de la teoria, aquestes dues descripcions no han de coincidir, ja que ambdues són assignacions correctes d'estats en relació amb el seu sistema respectiu.

### QBisme i interpretacions bayesianes
En la interpretació coneguda com a QBism, defensada per N. David Mermin entre d'altres, la situació de Wigner's-friend no condueix a una paradoxa, perquè mai no hi ha una funció d'ona únicament correcta per a cap sistema. En canvi, una funció d'ona és una afirmació de probabilitats bayesianes personalistes i, a més, les probabilitats que codifiquen les funcions d'ona són probabilitats d'experiències que també són personals per a l'agent que les experimenta. Jaynes ho expressa de la següent manera: «Només hi ha una paradoxa si suposem que una matriu de densitat (és a dir, una distribució de probabilitat) és quelcom 'físicament real' i 'absolut'. Però ara el dilema desapareix quan reconeixem el 'principi de relativitat' per a les probabilitats. Una matriu de densitat (o, en física clàssica, una distribució de probabilitat sobre coordenades i moments) representa, no una situació física, sinó només un cert estat de coneixement sobre una gamma de possibles situacions físiques». I com diu von Baeyer, «les funcions d'ona no estan lligades als electrons ni es transporten com halos que suren sobre els caps dels sants, sinó que són assignades per un agent i depenen de la informació total disponible per a l'agent». En conseqüència, no hi ha res de dolent en principi en què Wigner i el seu amic assignin diferents funcions d'ona al mateix sistema. Brukner adopta una postura similar, que utilitza una elaboració de l'escenari de Wigner's-friend per argumentar-ho.

### Teoria de De Broglie-Bohm
La teoria de De Broglie-Bohm, també coneguda com a mecànica de Bohm o teoria de l'ona pilot, postula, a més de la funció d'ona, una configuració real de les partícules que existeix fins i tot quan no s'observa. Aquesta configuració de partícules evoluciona en el temps d'acord amb una llei determinista, amb la funció d'ona guiant el moviment de les partícules. La configuració de les partícules determina el resultat real de la mesura —per exemple, si el gat de Schrödinger és mort o viu o si l'amic de Wigner ha mesurat 0 o 1— fins i tot si la funció d'ona és una superposició. De fet, segons la teoria de De Broglie-Bohm, la funció d'ona mai no col·lapsa a nivell fonamental. Tanmateix, hi ha un concepte de col·lapse efectiu, basat en el fet que, en moltes situacions, les "branques buides" de la funció d'ona, que no guien la configuració real de les partícules, es poden ignorar a tots els efectes pràctics.